# Municipio de Santiago Xiacuí
El municipio de Santiago Xiacuí (en zapoteco: xia 'cerro', cui 'gavilán'; 'Cerro del gavilán' ) es un municipio de 1,736 habitantes situado en el Distrito de Ixtlán, Oaxaca, México.

## Economía
El 46% de la población económicamente activa se dedica al sector primario, 24% al secundario y 30% al terciario.
La mayor fuente de ingreso de los habitantes es el aprovechamiento forestal. En cuanto a la agricultura,los principales cultivos son el maíz, trigo, frijol, durazno, manzana, nuez, chícharo, pera, aguacate y gabanzo.

## Demografía
En el municipio habitan 1,736 personas, de las cuales, 12% habla una lengua indígena. Durante los últimos años ha disminuido el número de habitantes en la comunidad, debido a la migración de los pobladores en busca de mejores oportunidades, principalmente a otras regiones del país.
Localidades
En el municipio pueden encontrarse los siguientes poblados:
| Nombre de la localidad | Población 2010 |
| Trinidad Ixtlán        | 783            |
| San Andrés Yatuni      | 588            |
| Santiago Xiacuí        | 460            |
| Francisco I. Madero    | 327            |
| La Cumbre              | 13             |